# Praia fluvial de Ponte de Mouro
A Praia fluvial de Ponte de Mouro é uma praia fluvial localizada no lugar de Ponte de Mouro, concelho de Monção, Portugal.
É palco de vários festivais como o Festival Internacional de Folclore, realizado pelo rancho de Folclore de Barbeita e a casa do povo, o festival da Senhora Boa Nova que se realiza no primeiro domingo de Maio, os festivais do santo padroeiro, o Divino Salvador e S. Bento ambas realizadas no mês de Junho e a da Senhora do Livramento, que tem lugar no mês de Agosto.